# 常州市第二中学
常州市第二中学（英語：Changzhou No.2 Middle School），简称常州二中、二中，是中华人民共和国江苏省常州市的一所四星级高中，常州市教育局直属公办高中，校址为创建于唐肃宗时期的常州府学。

## 校史
学校前身为1924年创建的私立常州初级中学，1932年增设高中部并更名为私立常州中学，1938年因日本侵华战争迁至上海，开办私立常州中学沪校，1942年更名为私立文明中学，1945年返回常州复校。1952年转为公办学校，定名为常州市第二中学。1959年成为常州市重点中学，1996年通过江苏省重点中学验收，2005年通过江苏省四星级高中验收。

## 校训
办学理念：文化立校，人文树人
培养目标：人中君子，国之栋梁
校训：诚肃